# Le Clan des aigles
Pour l’article homonyme, voir Le Clan des aigles (film, 1914).
Pour plus de détails, voir Fiche technique et Distribution.
Le Clan des aigles (Stand and Deliver) est un film américain réalisé par Donald Crisp et sorti en 1928.

## Synopsis
Alors qu'il s'ennuie à cause du manque d’action en temps de paix, un vétéran de la Grande Guerre offre ses services à l’armée grecque pour traquer un bandit maraudeur. Sa haine pour les femmes est mise à l’épreuve par une jeune femme coquine qu’il sauve là-bas.

## Fiche technique
- Titre original : Stand and Deliver
- Réalisation : Donald Crisp
- Scénario : Sada Cowan
- Producteur : Ralph Block, Cecil B. DeMille
- Photographie : David Abel
- Distributeur : Pathé Exchange
- Durée : 57 minutes (6 bobines)[1]
- Date de sortie : 19 février 1928

## Distribution
- Rod La Rocque : Roger Norman
- Lupe Vélez : Jania
- Warner Oland : Ghika, le chef des bandits
- Louis Natheaux : Captaine Dargia
- Clarence Burton : Captaine Melok
- Charles Stevens : Pietro
- James Dime : Patch Eye
- Frank Lanning
- Alexander Palasthy : Juja
- Bernard Siegel : opérateur aveugle
- Donald Crisp : membre du club